# NGC 4096
NGC 4096 is een balkspiraalstelsel in het sterrenbeeld Grote Beer. Het hemelobject werd op 9 maart 1788 ontdekt door de Duits-Britse astronoom William Herschel.

## Synoniemen
- UGC 7090
- MCG 8-22-67
- ZWG 243.43
- IRAS 12034+4745
- PGC 38361